# Пекмез

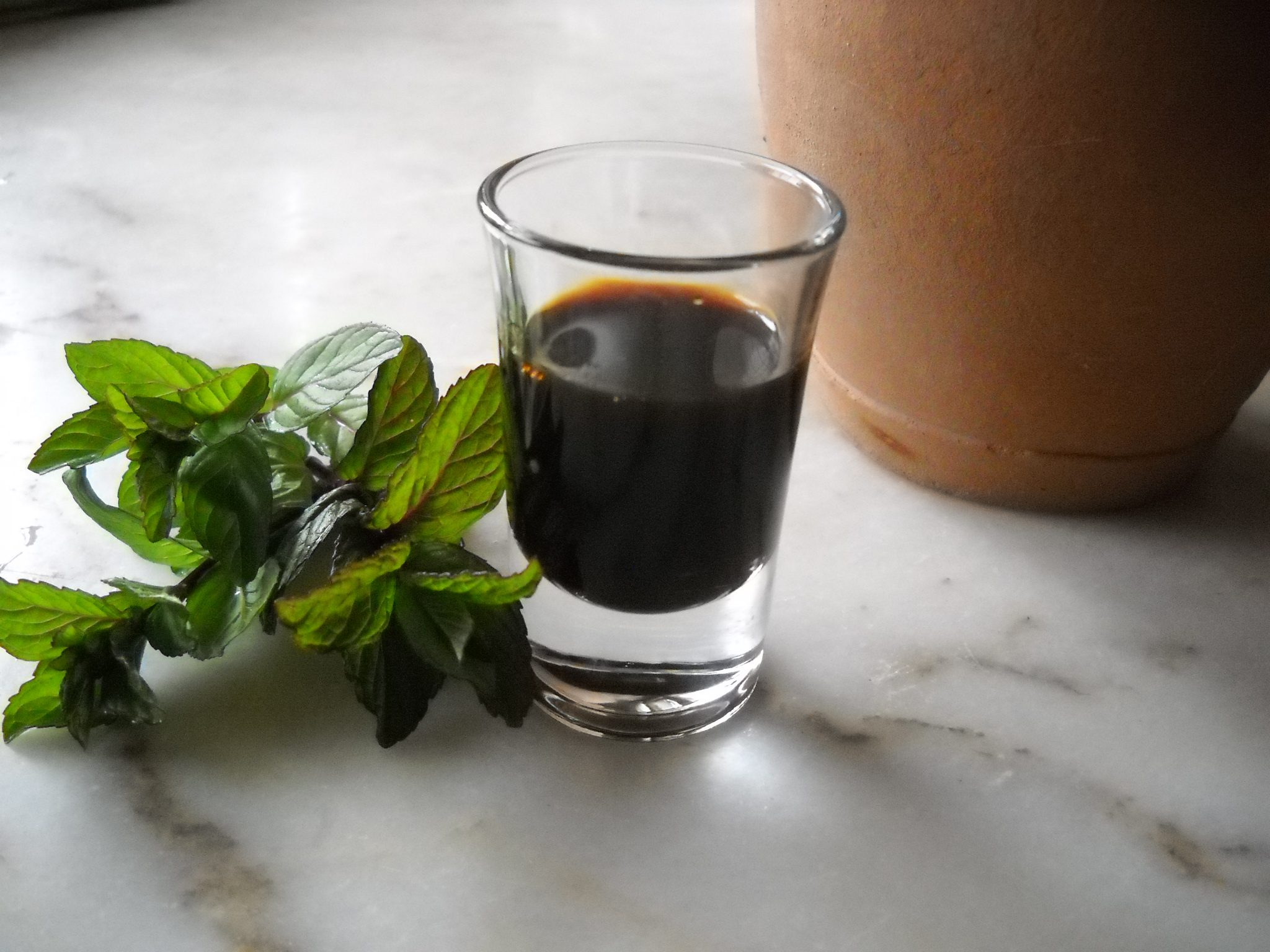
Турецький пекмез із виноградного соку

Пекме́з (тур. pekmez; азерб. doşab / bəhməz) — згущений сік (сироп) фруктів, ягід та овочів.
Основні способи приготування:
- нагрівання на вогні (звичайно на водяній бані, в промисловості — в мідних вилуджених казанах або особливих пекмезоварних пристроях)
- випарювання на сонці (дає більш запашні та корисні пекмези, але можливе тільки в кліматичних умовах Близького Сходу, Центральної Азії та подібних до них регіонів планети).

Готують зазвичай без додавання цукру, але іноді додають і цукор. Віджатий з перезрілих плодів сік, доводять до кипіння, кип'ятять, не даючи бурлити, потім відстоюють та проціджують. Після випарювання деякої частини об'єму (в залежності від початкової сировини — від 50 до 80 %), за консистенцією стає схожий на мед. Вміщує фруктозу, органічні кислоти та вітаміни. Використовується в кондитерському виробництві та виноробстві, а також як поживний та лікувальний продукт.
У виноробстві звичайно виробляється уварюванням сусла, використовується для підвищення цукровості ординарних кріплених вин. У кондитерському виробництві — напівфабрикат для виготовлення різних видів солодощів — варення, щербетів, ірчали, смокви, для домішок в рахат-лукум та інші вироби.